# Point John
Point John är en bergstopp i Kenya.   Den ligger i länet Nyeri, i den centrala delen av landet, 140 km norr om huvudstaden Nairobi. Toppen på Point John är 4 605 meter över havet.
Terrängen runt Point John är bergig åt sydväst, men åt nordost är den kuperad.  Trakten runt Point John är nära nog obefolkad, med mindre än två invånare per kvadratkilometer. Det finns inga samhällen i närheten. Trakten runt Point John består i huvudsak av gräsmarker.